# 辻井薫
辻井 薫（つじい かおる、1945年 - ）は、日本の化学者。専門は物理化学。北海道大学電子科学研究所元教授。大阪府出身。
1996年、フラクタルという数学的な概念を用い、超撥水表面（水滴の接触角174°当時世界記録）の作製に成功した。

## 経歴
- 1968年 - 大阪大学理学部化学科卒業
- 1970年 - 大阪大学大学院理学研究科・修士課程修了
- 1970年 - 株式会社花王入社
- 1975年 - テキサスA&M大学に留学（～1976年）
- 1983年 - 理学博士（大阪大学 論文博士）
- 1988年 - 花王 東京研究所長に就任
- 1990年 - 花王 基礎研究所長に就任
- 1994年 - 花王 基礎科学研究所 辻井研究室 主席研究員
- 1996年 - 花王 香料品研究所 研究主幹
- 1998年 - 海洋科学技術センター入社
- 2003年 - 北海道大学電子科学研究所 教授に就任。
- 2008年 - 北海道大学 定年退職

## 著作
- 『Surface Activity -Principles, Phenomena and Applications-』 Academic Press, Boston, MA
- 『界面活性の化学と応用』（新産業化学シリーズ）（日本化学会編）大日本図書、東京